# ناگیسا هایاشی
ناگیسا هایاشی (انگلیسی: Nagisa Hayashi؛ زادهٔ ۲۹ اوت ۱۹۸۶) بازیکن هاکی روی چمن زن اهل ژاپن است.